# 아나 베아트리스 노게이라
아나 베아트리스 노게이라(Ana Beatriz Nogueira, 1967년 10월 22일 ~ )는 브라질의 배우이다.

## 참여 작품
- 산타 바바라의 맹세
- 제니팝나무
- 진실한 사랑
- 말랴상